# قائمة مساجد ذي قار

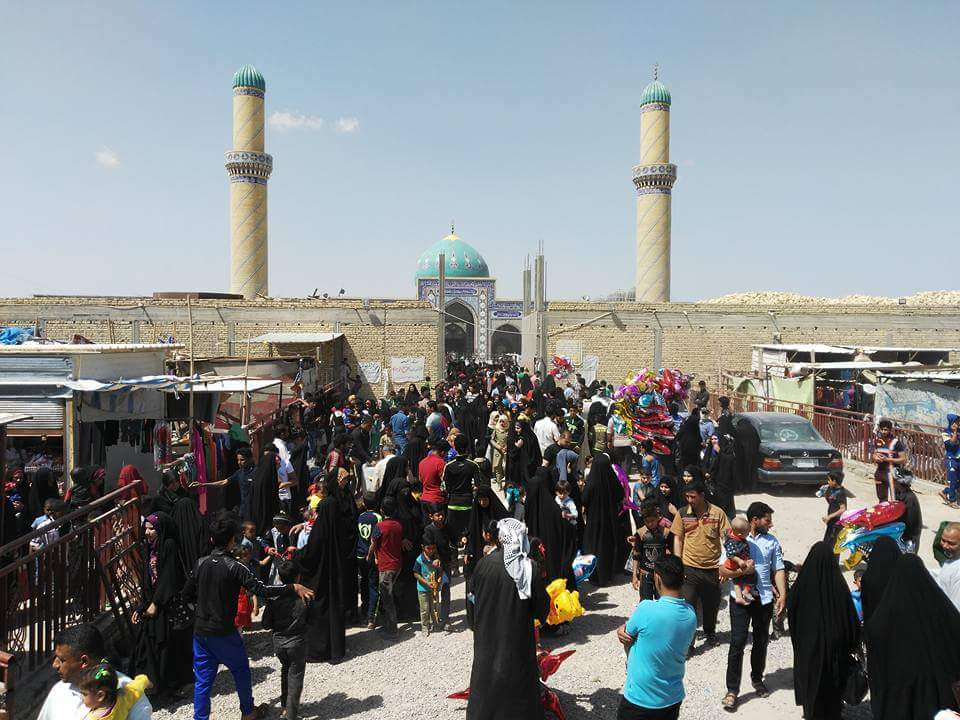
مرقد السيد يوشع الحسيني في الناصرية

تحتوي محافظة ذي قار في العراق على عدد كبير من الجوامع والمراقد والمساجد التراثية والأثرية القديمة والتي يرجع تاريخ بناؤها إلى عهد الدولة العثمانية، وأدناه قائمة بأسماء عدد منها:
- جامع ثويني السعدون أو مسجد الصفا، ولقد بني في عام 1201 هـ/1786م.
- جامع سوق الشيوخ، بني في عام 1210هـ/1795م.
- مسجد النجادة، بني في عام 1214هـ/1800م.
- جامع عبد الرحمن الشمري، بني في عام 1278هـ/1861م.
- جامع فالح باشا الكبير، بني في عام 1286هـ/1869م.
- مسجد فالح باشا الصغير، بني في عام 1286هـ/1869م.
- مسجد معروف اغا، بني في عام 1311هـ/1894م.
- جامع الشيخ عباس الكبير، ولقد بني في عام 1932م.